# Al-Kurkat
Elkrkat (tiếng Ả Rập: الكركات) là một ngôi làng Syria nằm ở phó huyện Qalaat al-Madiq thuộc huyện Al-Suqaylabiyah, Hama. Theo Cục Thống kê Trung ương Syria (CBS), Elkrkat có dân số 847 trong cuộc điều tra dân số năm 2004.